# Амбасада Швеції в Фінляндії
Амбасада Швеції в Фінлянії (швед. Sveriges ambassad i Helsingfors, фін. Ruotsin Helsingin-suurlähetystö) — дипломатичне представництво Швеції в Фінляндії. Розташоване в Гельсінкі на Ринковій площі (Pohjoisesplanadi 7 B).
Будівля була побудована в 1839 році за проєктом архітектора А. Гранстедта як житловий будинок для підприємця Юхана Гейденштрауга/ Емпірична будівля вважалася однєю з найкрасивіших приватних будівель у місті. 
В 1905 році в будівлі було відкрито відділення Державного банку Російської імперії, а в 1906 році відбулося резонансне пограбування.
У 1920-ті роки в будівлі розташували Амбасаду Швеції тому за проектом архітектора Торбена Грута особняк було повністю перебудовано, впровадивши зовнішню архітектурну стилістику Стокгольмського палацу шведських монархів. В 1980-х роках інтер'єр було відремонтовано за планом фінського архітектора Еріка Крекстрома .